# Eriborus agraensis
Eriborus agraensis är en stekelart som först beskrevs av Cameron 1897.  Eriborus agraensis ingår i släktet Eriborus och familjen brokparasitsteklar. Inga underarter finns listade i Catalogue of Life.